# شارلي سمالز
تشارلي سمالز (بالإنجليزية: Charlie Smalls)‏ (25، أكتوبر 1943 - 25، أغسطس 1987) هو ملحن وكاتب أغاني أمريكي - أفريقي.

## روابط خارجية
- شارلي سمالز على موقع IMDb (الإنجليزية)
- شارلي سمالز على موقع ميوزك برينز (الإنجليزية)
- شارلي سمالز على موقع قاعدة بيانات برودواي على الإنترنت (الإنجليزية)
- شارلي سمالز على موقع ديسكوغز (الإنجليزية)
- شارلي سمالز على موقع قاعدة بيانات الفيلم (الإنجليزية)